# Le Soulié
 Le Soulié  es una población y comuna francesa, situada en la región de Occitania, departamento de Hérault, en el distrito de Béziers y cantón de La Salvetat-sur-Agout.

## Demografía
| 180 | 120 | 111 | 107 | 119 | 121 |
| Para los censos de 1962 a 1999 la población legal corresponde a la población sin duplicidades (Fuente: INSEE [Consultar]) |     |     |     |     |     |